# Allan Nairn

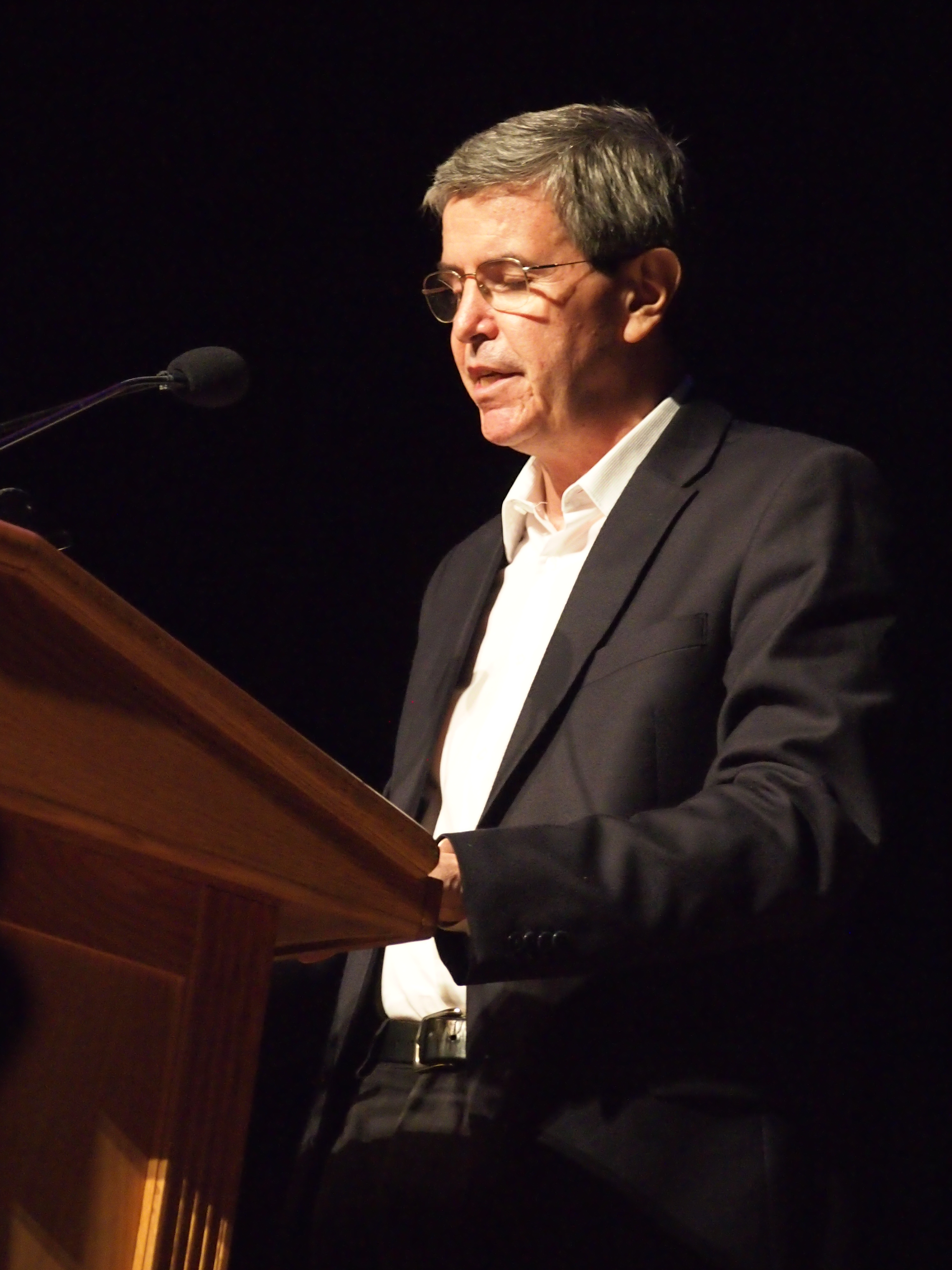
Allan Nairn

Allan Nairn (Mobile, 1956) is een Amerikaanse onderzoeksjournalist die over het buitenlandse beleid van de Verenigde Staten in landen als Haïti, Guatemala, El Salvador, Indonesië en Oost-Timor schrijft. Hij werd in 1999 een tijd door de Tentara Nasional Indonesia gevangen gehouden. 

## Biografie
Tijdens zijn vervolgopleiding trad Nairn in dienst bij Ralp Nader, voor wie hij zes jaar werkte. Hij schreef onder meer het in 1980 gepubliceerde The Reign of ETS: the Corporation That Makes up Minds, een onderzoek naar SAT I en naar de Educational Testing Service die dit systeem heeft opgericht. 
In 1980 bezocht Nairn Guatemala tijdens een tegen studenten gerichte moordcampagne, als onderdeel van een verzetsbestrijdingsactie tegen marxisten. Hij interviewde vertegenwoordigers van Amerikaanse bedrijven die de actief zijnde doodseskaders ondersteunden. Nairn besloot vervolgen nader onderzoek te verrichten naar deze eskaders in Guatemala en die in El Salvador, waar op dat moment eveneens een burgeroorlog woedde. Vervolgens begon hij zich te interesseren voor Oost-Timor en hielp mee met het oprichten van het East Timor Action Network. 
Toen Nairn in 1991 samen met zijn collega Amy Goodman verslag deed van de gebeurtenissen in Oost-Timor - dat toen bij Indonesië hoorde -, waren zij beiden getuige van het bloedbad van Santa Cruz dat zich bij het kerkhof van Dili voltrok. Nairn werd hierbij door Indonesische militairen zo hard met de kolven van M16's geslagen dat zijn schedel werd verbrijzeld, maar hij overleefde het desondanks. Hij werd tot een "bedreiging voor de nationale veiligheid" verklaard en uit Oost-Timor verbannen, maar kwam verschillende keren heimelijk het land weer in en maakte nieuwe verslagen, die het Amerikaans Congres er uiteindelijk toe brachten om in 1993 de militaire ondersteuning aan Indonesië stop te zetten. 
In 1994 onthulde Nairn in een publicatie in het politiek-culturele tijdschrift The Nation de rol van de Amerikaanse regering bij het oprichten en financieel ondersteunen van het paramilitaire doodseskader FRAPH (the Front for the Advancement and Progress of Haiti).  
Op 24 maart 2010 werd in het Indonesische krant Jakarta Globe onthuld dat Nairn mogelijk opnieuw in Indonesië strafrechtelijk vervolgd zou worden wegens het onthullen van door de VS ondersteunde moordacties van het Indonesische leger tegen burgeractivisten